# Энден, Пётр Петрович
Пётр Петрович фон Энден (18 ноября 1838, Российская империя — 28 августа 1909) — русский офицер, генерал-лейтенант, участник Русско-турецкой войны (1877—1878).

## Биография
Родился 18 ноября 1838 года в семье Петра Павловича фон Эндена (1796—1840), брат которого Александр Павлович был генерал-майором, военным инженером и архитектором. Правнук Ивана Ивановича Эндена. Мать — Александрина Петровна Эйнбродт (1811-), сестра врача П. П. Эйнбродта. Окончил Московскую гимназию. 11 апреля 1856 года поступил на действительную военную службу, 29 августа 1859 произведён в чин прапорщика с назначением командиром роты в Его Величество Почетный конвой.
Участвовал в подавлении Польского восстания (1863—1864), получил звания капитана в 1863 и флигель-адъютанта в 1875.
Участвовал в русско-турецкой войне (1877—1878). Был прикомандирован к сводному отряду под командованием генерал-майора Александра Константиновича Имеретинского, который занял Ловеч 22 августа 1877 года. Сражался в составе правой колонны под командованием генерал-майора В. М. Добровольского. Был тяжело ранен при атаке на высоты у села Пресяка, но остался в строю. Награждён золотым оружием «За храбрость» и орденом Святого Владимира IV степени с мечами и бантом. 30 августа 1877 года произведен в полковники и отозван на лечение в Россию.
После войны он был командиром Кабардинского 80-го пехотного полка, 2-го Софийского пехотного полка и лейб-гвардии Резервного полка (1879—1888). Произведен в чин генерал-майора в 1888 г. и назначен командиром лейб-гвардии Московского полка в 1889 г. Был назначен командиром 1-й бригады 2-й гвардейской пехотной дивизии и 2-й бригады 13-й пехотной дивизии (19.07.1895-10.05.1897).
10 мая 1897 года произведен в генерал-лейтенанты.
Умер 28 августа 1909 года в Петербурге.

## Семья
Был женат дважды: первая жена — Луиза-Мария Кудрявская (1850—1871), их сын Александр (1871—1930), вторая жена — Ольга Григорьевна Дружинина (1855—1941), их дети Василий (1882-), Владимир (1886-) и Ольга (1887-). Сыновья также были офицерами российской императорской армии.